# Kościół św. Marcina w Szkaradowie
Kościół św. Marcina − zabytkowy, klasycystyczny kościół parafialny, zlokalizowany w Szkaradowie (powiat rawicki).

## Historia i architektura
Kościół zbudowano w latach 1778–1780 (z fundacji Jana Nepomucena Mycielskiego), ale świątynia ta spłonęła w pożarze. Odbudowany z inicjatywy ks. prob. Jakuba Grabowskiego i właściciela wsi – Franciszka Garczyńskiego, w latach 1810–1812, a potem przebudowany w drugiej połowie XIX wieku. Posiada ośmioboczną część centralną krytą dachem mansardowym. Do tej części przylegają: prezbiterium i kruchta. Ta druga zwieńczona charakterystyczną wieżą o ostrosłupowym hełmie. Wyposażenie:
- ołtarz główny, ambona, chrzcielnica – późny barok, koniec XVIII wieku,
- dwa ołtarze boczne – klasycyzm, około 1812,
- chrzcielnica w kruchcie – barok, XVII–XVIII wiek.

Obok kościoła dzwonnica drewniana (pierwsza połowa XIX wieku) i grupa starych topoli oraz lip.
Na kościele tablice pamiątkowe:
- ku czci ks. Mariana Polewicza (13.8.1880 – 14.6.1942, proboszcza w Szkaradowie, zamordowanego w Dachau),
- upamiętniająca stulecie konsekracji kościoła w 1908 z 27 maja 2008 z cytatem z Księgi Wyjścia: ...miejsce, na którym stoisz, jest ziemią świętą...[3].

Kościół otacza cmentarz z modernistyczną kaplicą pogrzebową.

### Fotografie z lat 60. XX wieku

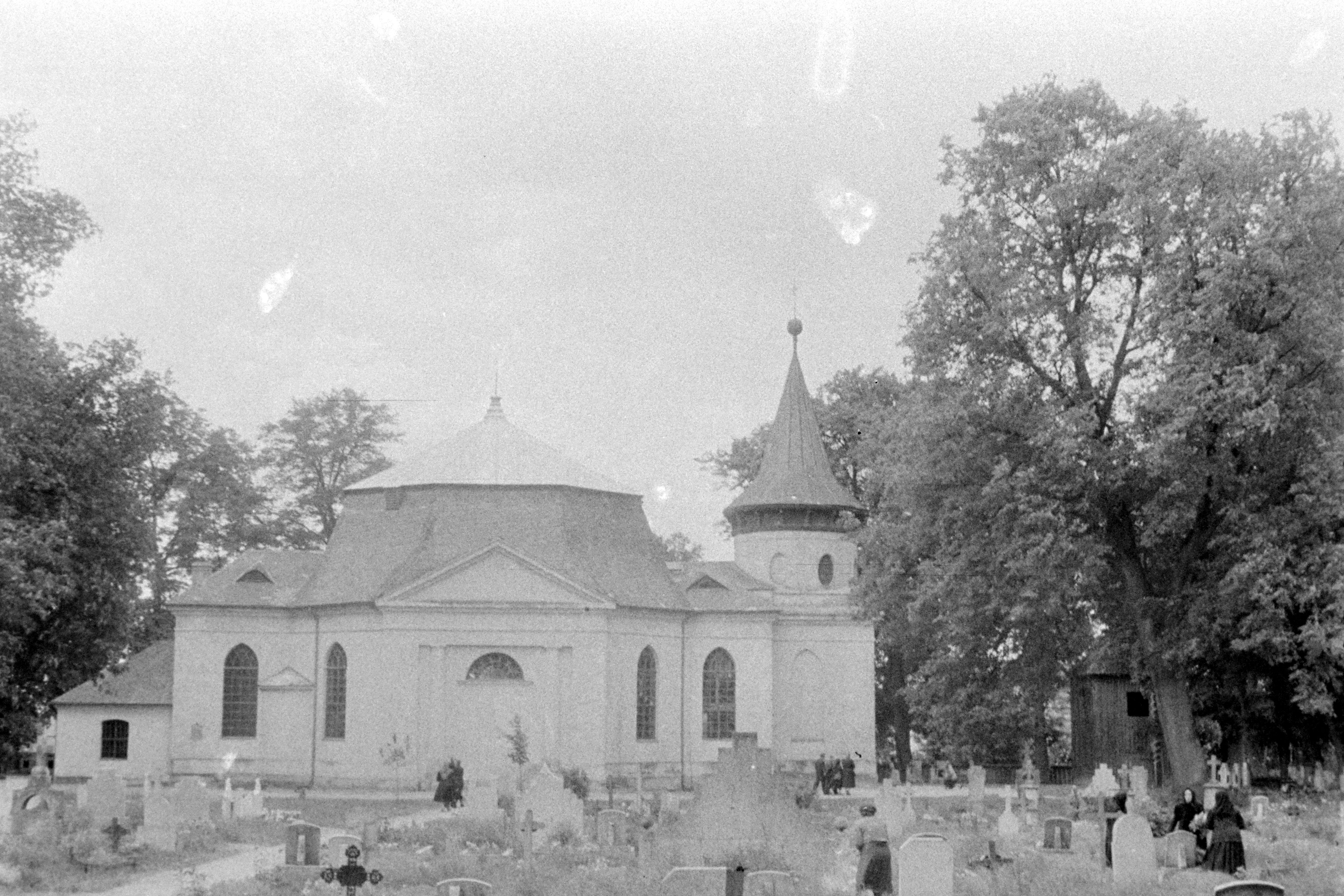
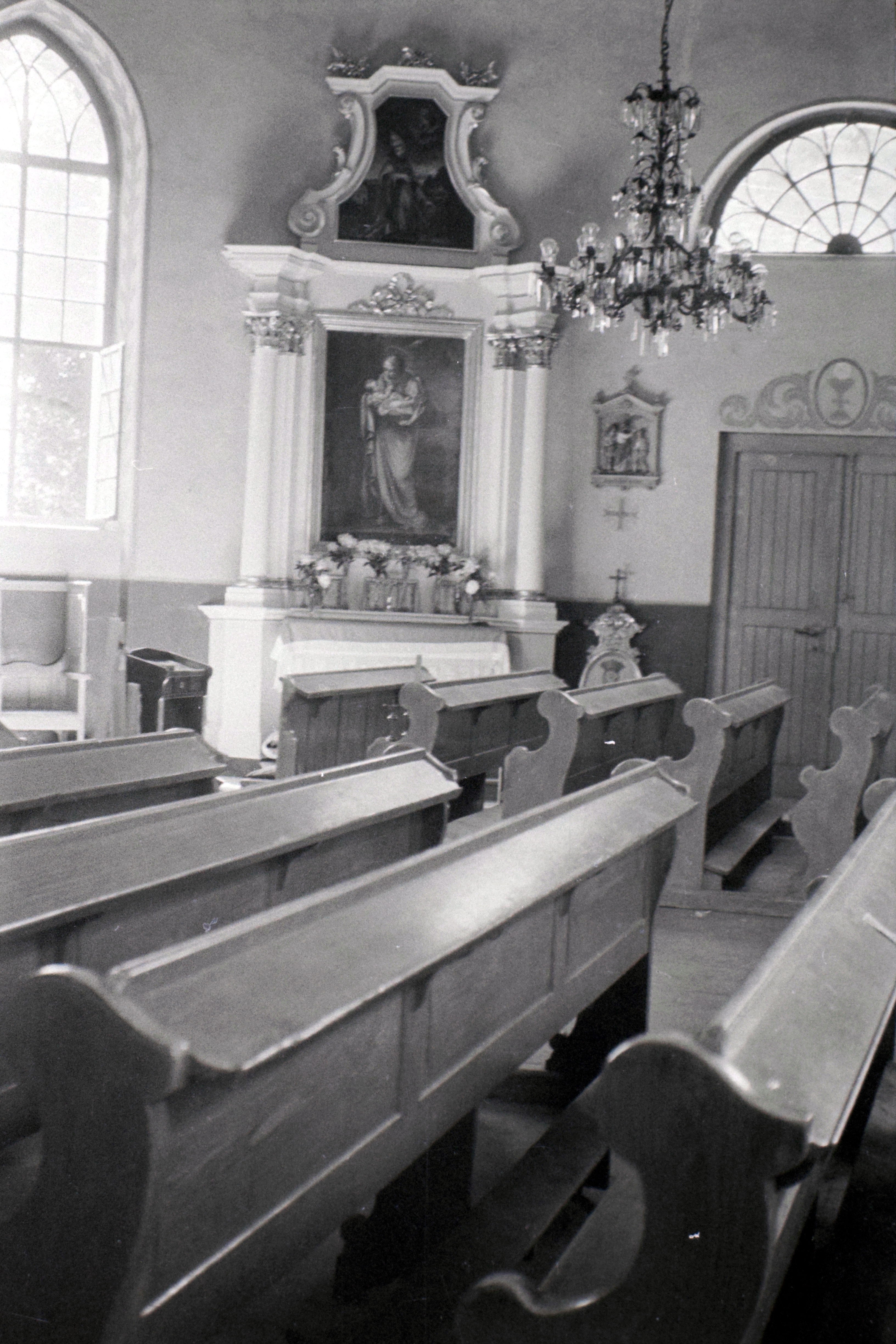
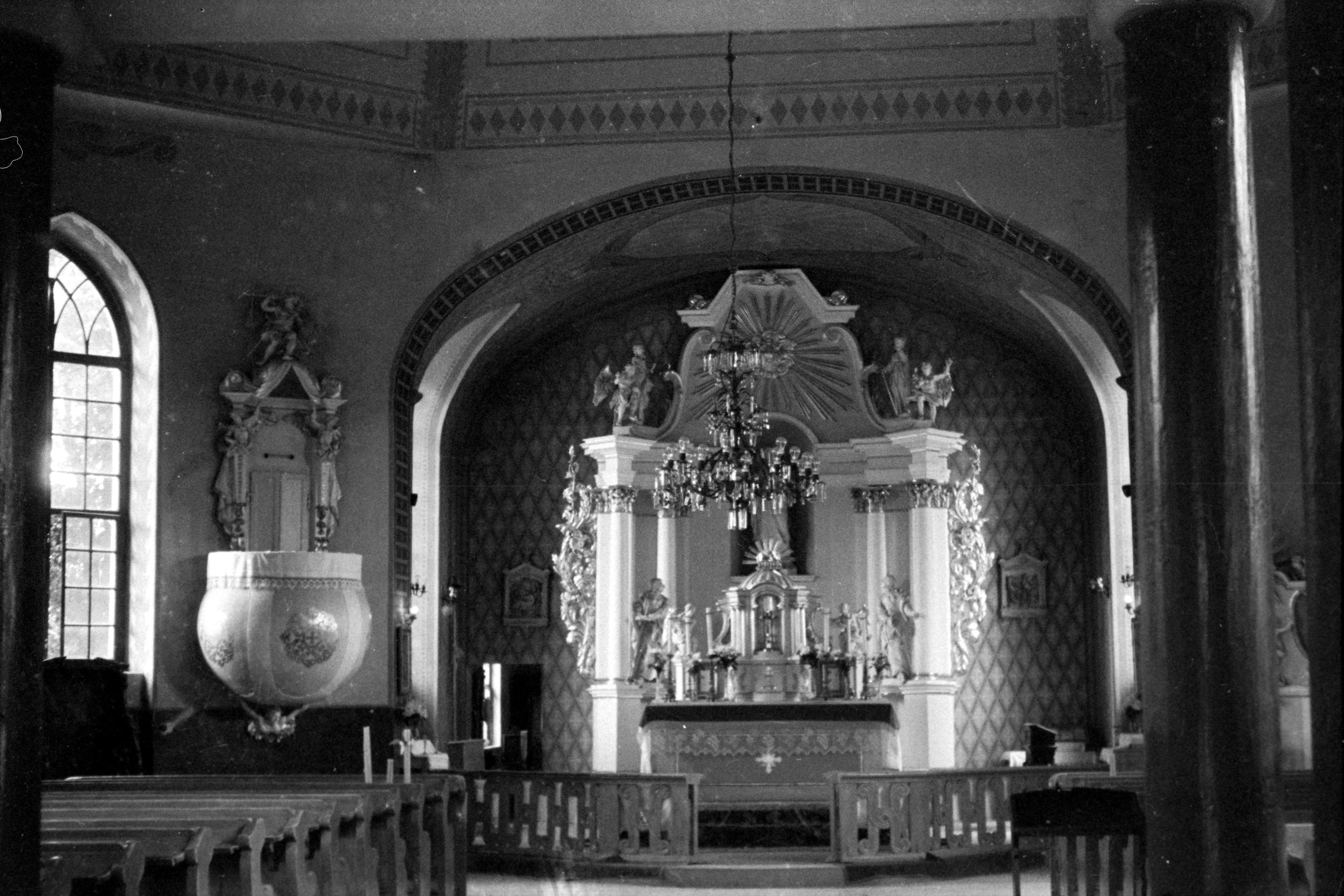
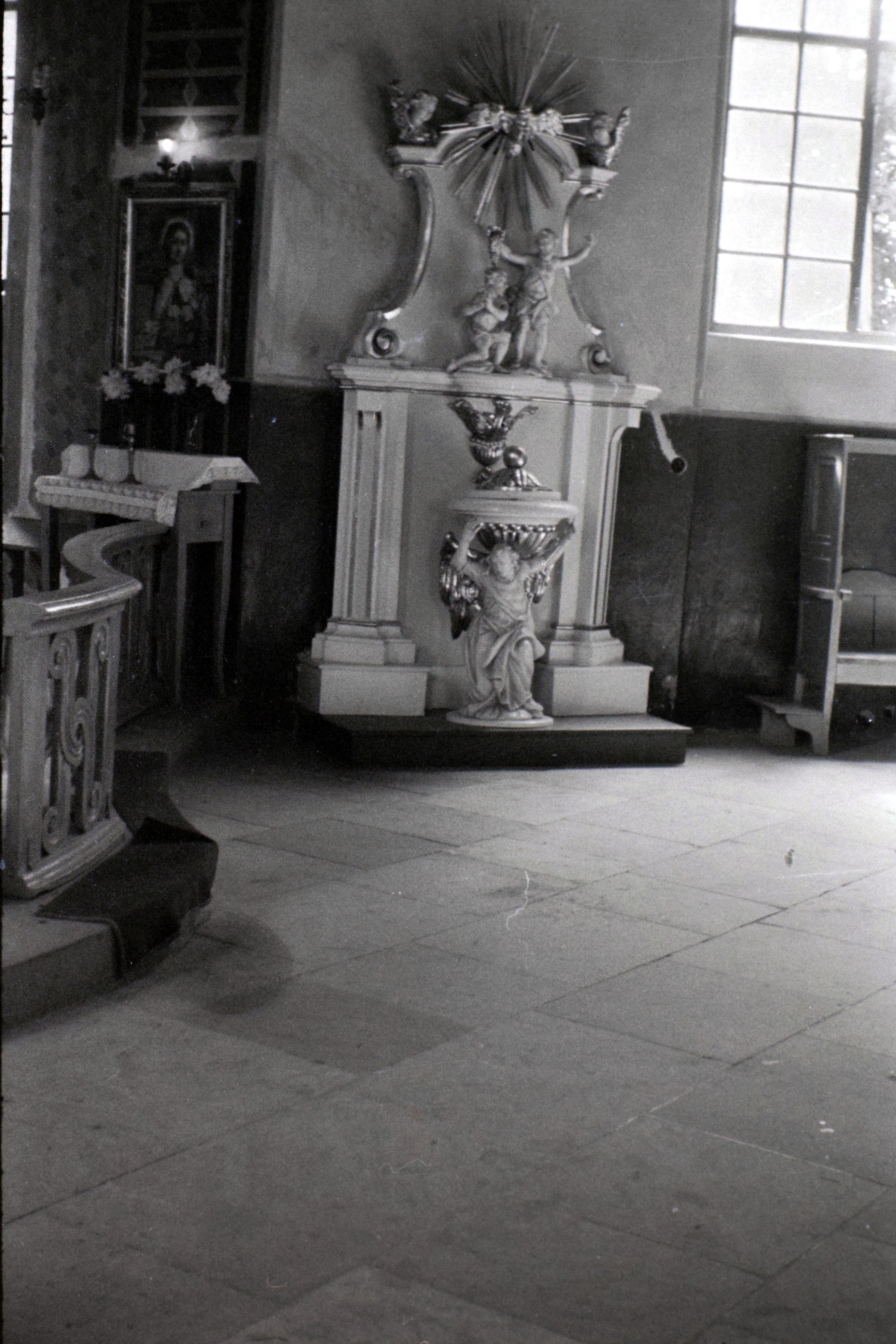
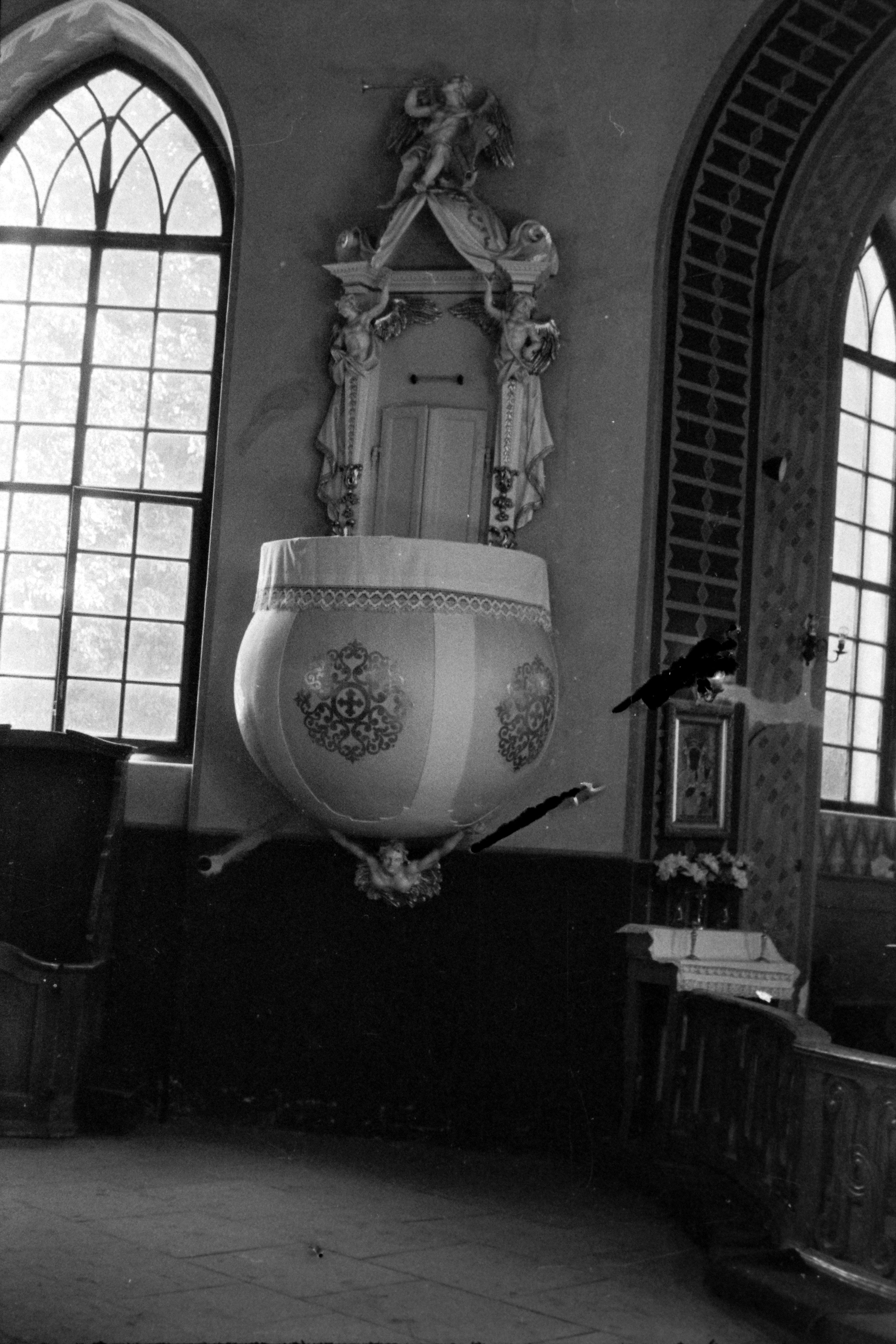
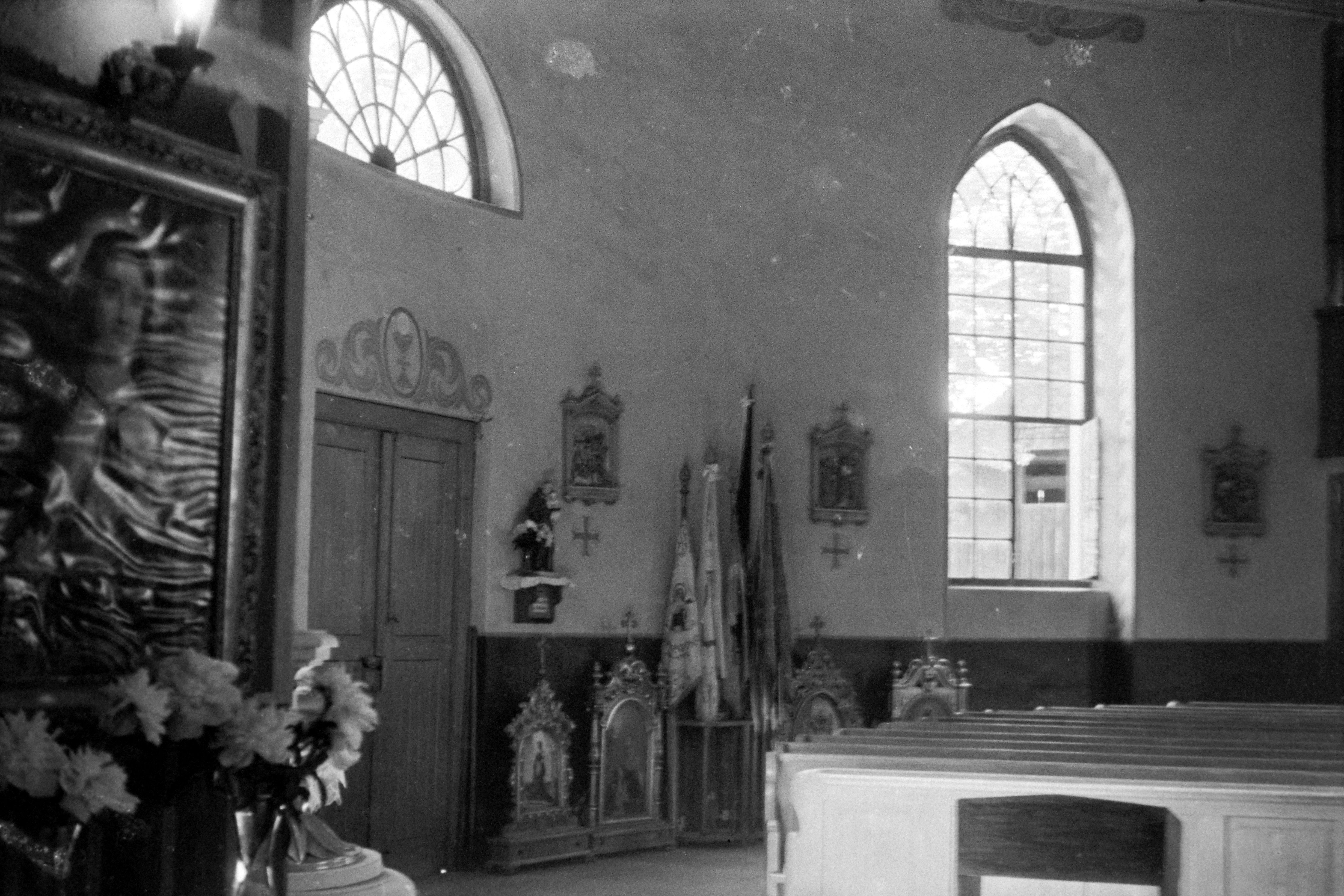
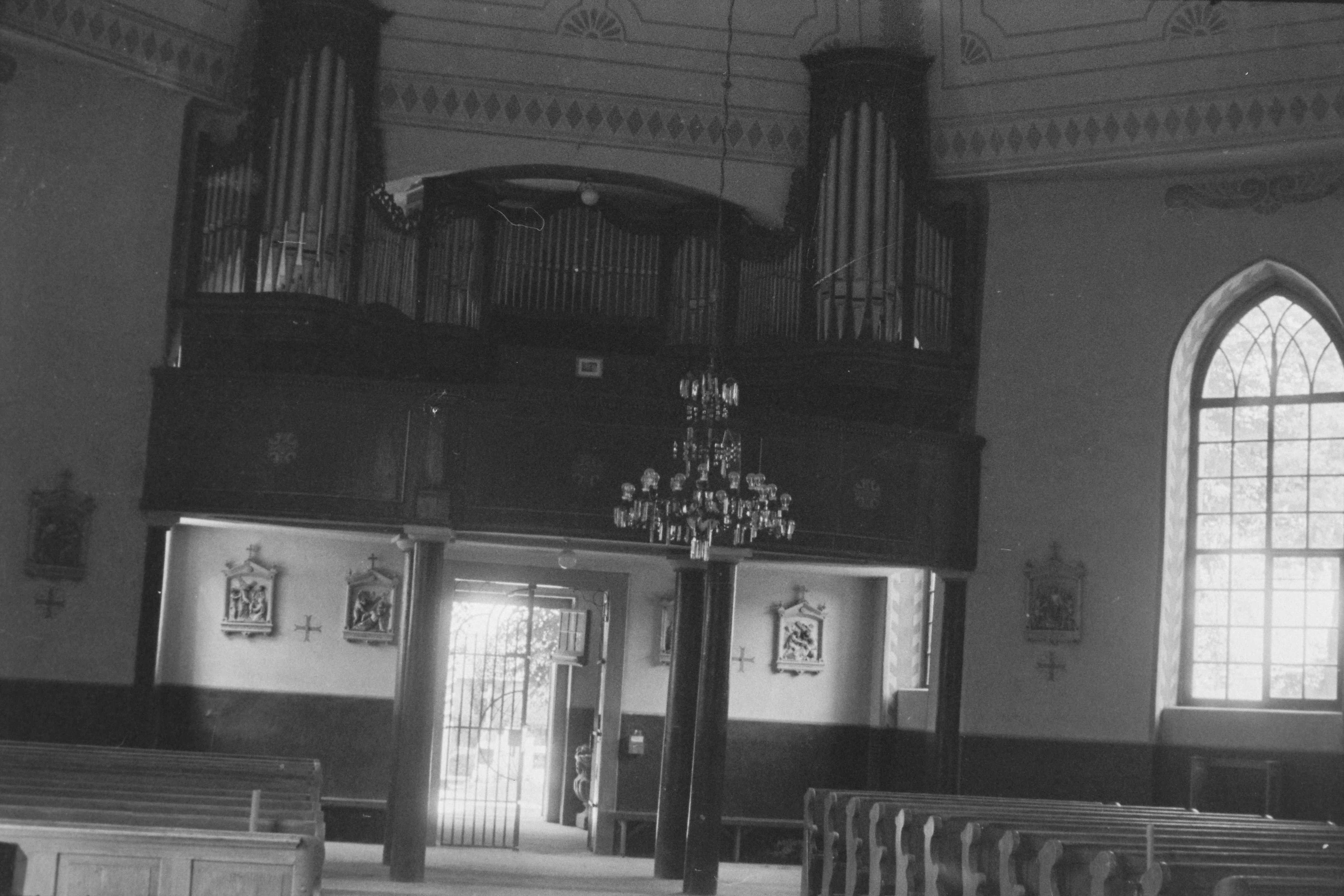

## Galeria

### Fotografie współczesne

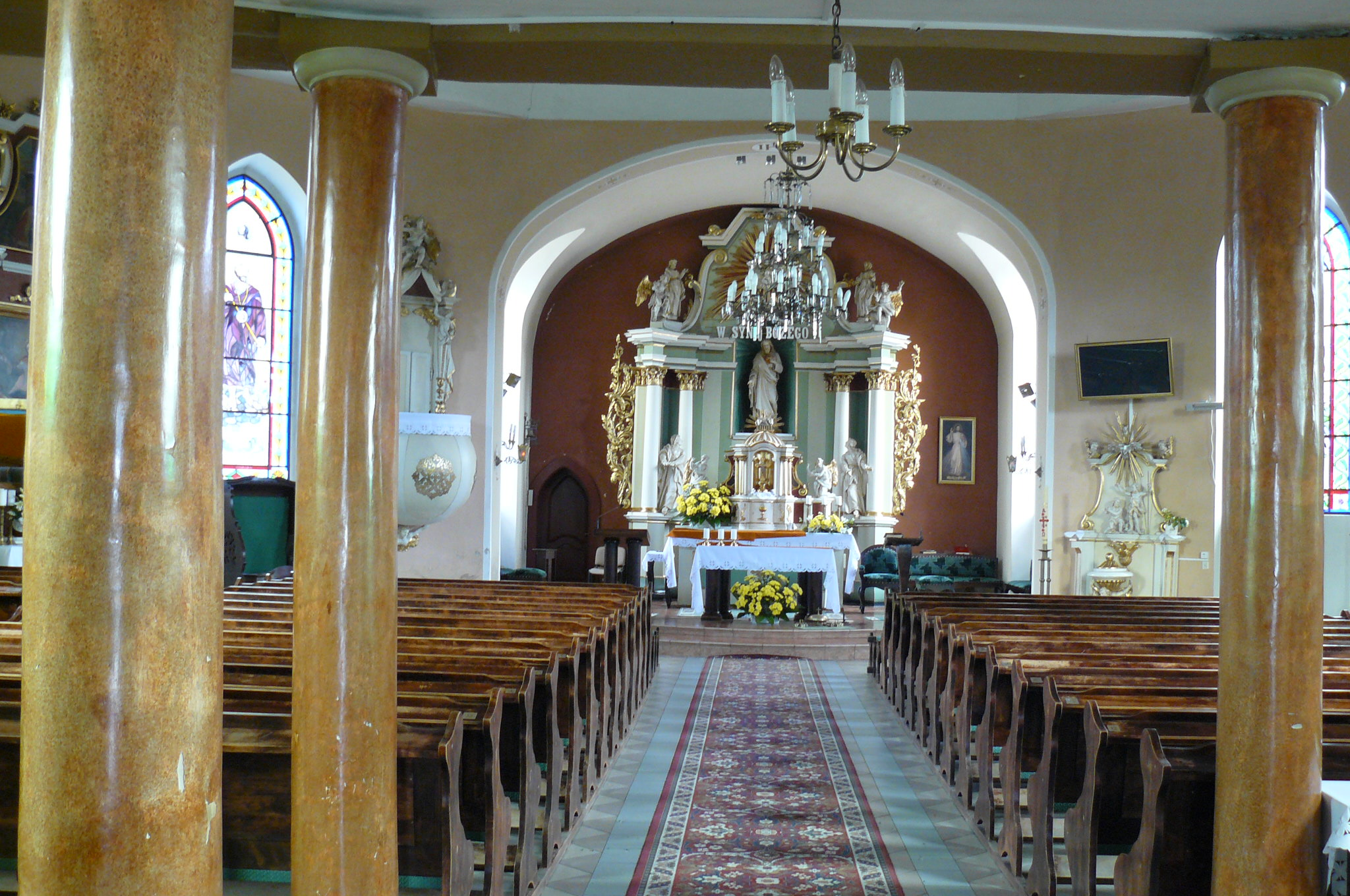
Wnętrze
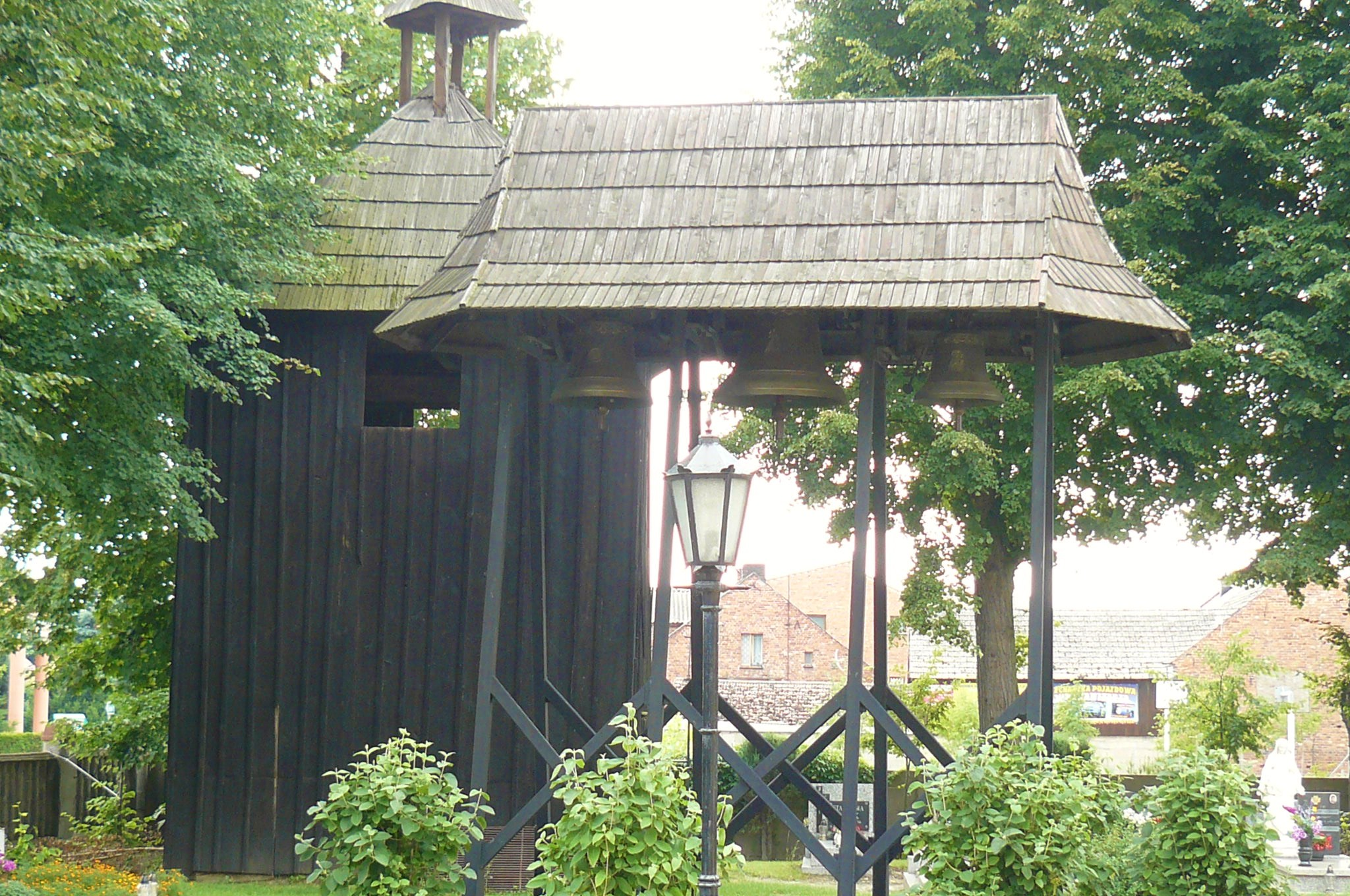
Dzwonnica
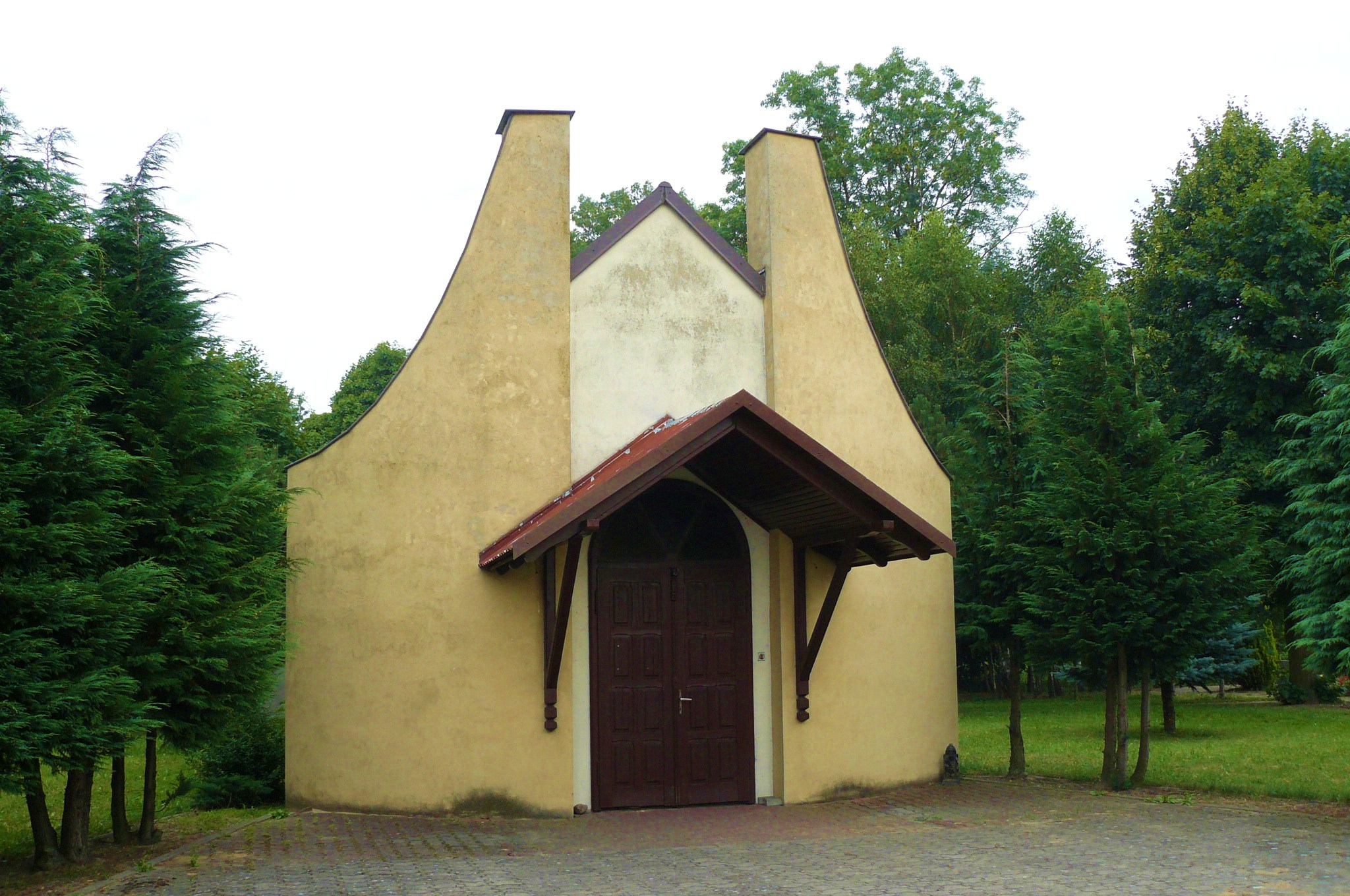
Kaplica cmentarna